# Джампер, Джон
Джон Майкл Джампер (англ. John M. Jumper; род. 1985, Литл-Рок) — американский биолог-вычислитель, директор компании DeepMind Technologies. Джампер и его коллеги создали AlphaFold, модель искусственного интеллекта для высокоточного предсказания структуры белков по их аминокислотной последовательности. Джампер, Дэвид Бейкер и Демис Хассабис были удостоены Нобелевской премии по химии 2024 года за их исследования в области укладки белков.

## Биография
Джампер получил образование в Чикагском университете, где в 2017 году ему была присуждена степень доктора философии за исследование по использованию машинного обучения для моделирования сворачивания и динамики белков, проводившееся под совместным руководством Тобина Сосника и Карла Фрида. Джампер также получил степень магистра наук по теоретической физике конденсированного состояния вещества в Кембриджском университете, где был стипендиатом Маршалла в колледже Святого Эдмунда, и получил степень бакалавра наук по физике и математике в Вандербильтском университете.
В своих исследованиях Джампер изучает алгоритмы предсказания структуры белков.

### AlphaFold
AlphaFold — алгоритм глубокого обучения, разработанный Джампером и его командой в DeepMind, исследовательской лаборатории, приобретённой материнской компанией Google Alphabet Inc. Это программа искусственного интеллекта, которая выполняет предсказания структуры белков.

### Награды и почести
В ноябре 2020 года AlphaFold была названа победителем конкурса Critical Assessment of Structure Prediction (CASP). Этот международный конкурс сравнивает алгоритмы, чтобы определить, какой из них может лучше всего предсказать структуру белков. AlphaFold выиграл конкурс, опередив другие алгоритмы и став первым алгоритмом машинного обучения, способным точно предсказать структуру белков.
В 2024 году Джампер вместе с Дэвидом Бейкером и Демисом Хассабисом был удостоен Нобелевской премии по химии.